# Iwan z Rudomina
Iwan z Rudomina lub Iwo z Radomina herbu Pierzchała – rycerz księcia Władysława Opolczyka, marszałek ziemi dobrzyńskiej.
Karierę rozpoczął jako marszałek dworu Kazimierza IV.
W 1391 roku stawił opór wojskom polskim zajmującym ziemię dobrzyńską. Wraz z wiernymi sobie rycerzami zamknął się w zamku Bobrowniki. Zamek nie został zdobyty dzięki odsieczy krzyżackiej.
Był świadkiem przy zastawie ziemi dobrzyńskiej Krzyżakom w 1392 r.
W 1408 r. spór Jagiełły z marszałkiem dobrzyńskim Iwanem z Rudomina rozpatrywał sąd, którego asesorem był Marcin Zaręba z Kalinowy, ówczesny kasztelan sieradzki.
Był właścicielem Radomina, Sudrag, Balina.